# 歡樂神仙窩
歡樂神仙窩（英文名：Beware of Pickpockets）是1981年上映的喜劇港產片，由午馬執導，石天、麥嘉、午馬、黃哈、王青、曾志偉和陳龍主演，也是新藝城的當年賀歲片。
1981年2月5號至18號上映期间票房收益为五百一十萬多港币。

## 演員表
- 石天 飾演 多隻手 (粵語配音: 李忠強)
- 麥嘉 飾演 包大鼻  (粵語配音: 朱子聰)
- 午馬 飾演 溫仁賓  (粵語配音: 金貴)
- 張家偉
- 鄭英佳
- 劉雅麗 飾演 溫妻 (粵語配音: 盧素娟)
- 韓國材 飾演 狗蚤仔 (粵語配音: 陳永信)
- 廖安麗  (粵語配音: 何錦華)
- 唐菁
- 泰山
- 吳漢強
- 黃百鳴  (粵語配音: 陳永信)
- 何柏光 飾演 戴善仁 (粵語配音: 丁羽)
- 西瓜刨
- 咖喱
- 彭潤祥
- 鄭英豪
- 黃藝兒
- 夏偉康
- 郭寶強
- 許耀輝
- 駱偉明
- 黎樂玲
- 劉準
- 梁雄
- 施介強 飾演 屋主 (粵語配音: 賈鳳梧)

## 主題曲
- 《提防小手》
  - 作曲：顧嘉輝
  - 填詞：黃百鳴、鄭國江
  - 歌手：石天、華娃兒童合唱團

## 外部連結
- Hong Kong Cinemagic網站上面《歡樂神仙窩 （页面存档备份，存于）》的資料
- 香港影庫上《歡樂神仙窩》的資料（繁體中文）
- 豆瓣电影上《歡樂神仙窩》的資料 （简体中文）
- 互联网电影数据库（IMDb）上《歡樂神仙窩》的资料（英文）